# St. Bartholomäi (Zerbst/Anhalt)

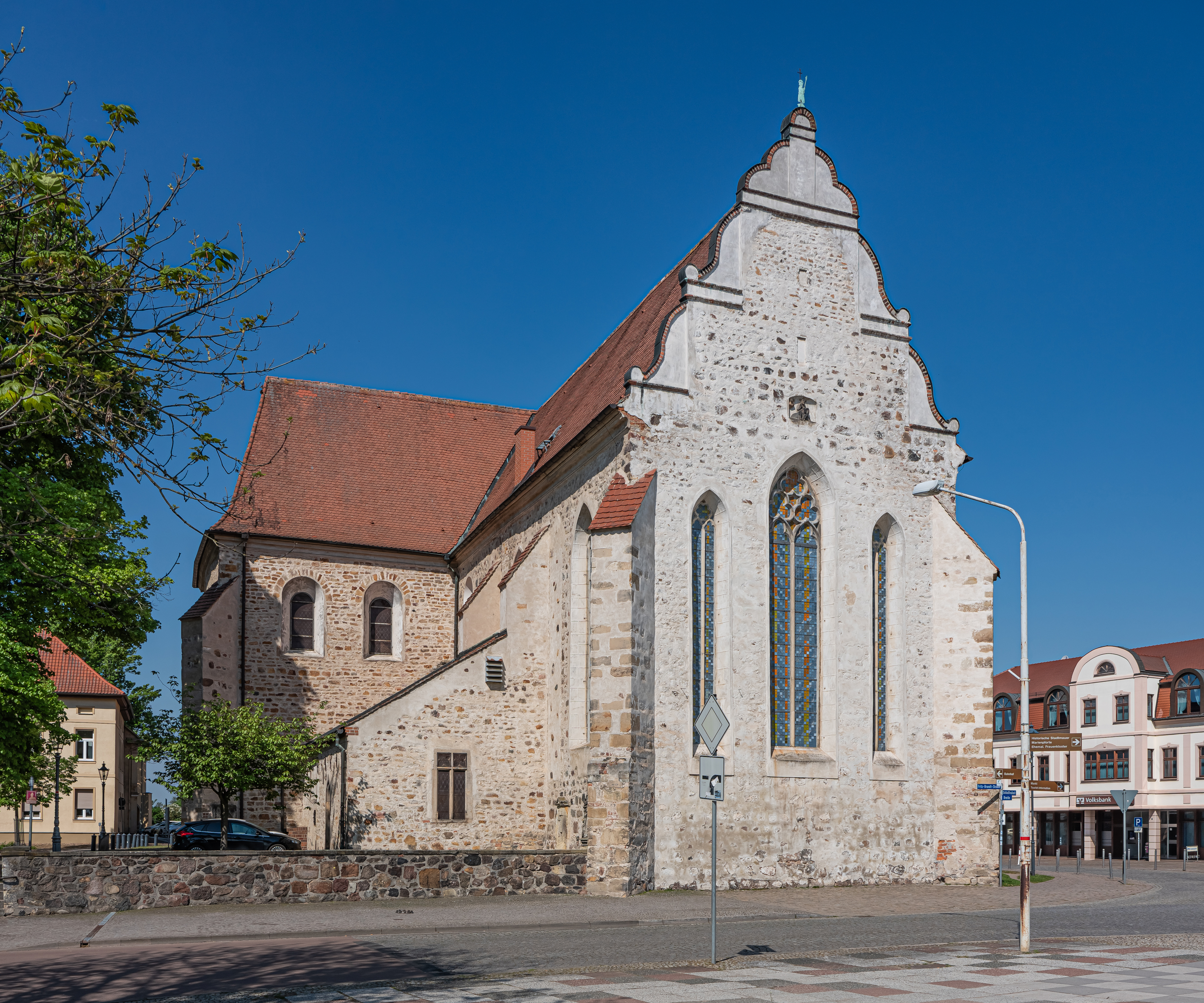
St. Bartholomäi, Blick von der Fritz-Brandt-Straße

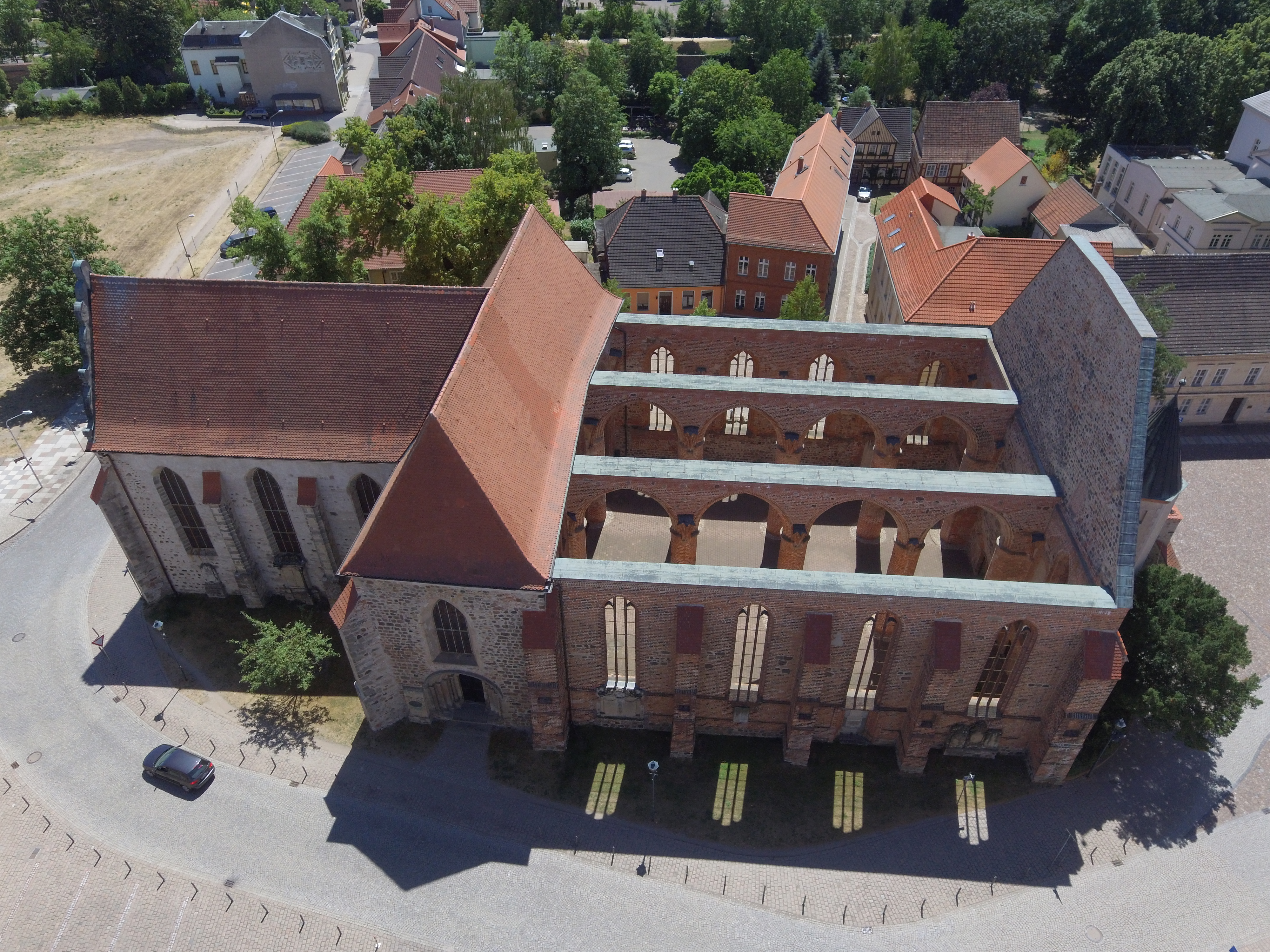
St. Bartholomäi im Luftbild von Norden

St. Bartholomäi in der Stadt Zerbst/Anhalt ist eine ehemalige Stifts- und Hofkirche. Das als Teilruine erhaltene Bauwerk steht in Sichtweite der Reste des Schlosses Zerbst im Südwesten der historischen Altstadt. Die Kirche war Grablege der Fürsten von Anhalt-Zerbst. Sie gehört zum Kirchenkreis Zerbst der Evangelischen Landeskirche Anhalts.

## Geschichte
Die Kirche ist im Kern eine spätromanische kreuzförmige flachgedeckte Basilika aus Bruchstein. Von dieser Kirche ist eine Kirchenweihe im Jahr 1215 überliefert. 1300 wurde die Kirche zur Stiftskirche erhoben. Zu dieser Zeit wurde der Chor rechteckig nach Osten verlängert. Das Langhaus erweiterte man im frühen 15. Jahrhundert. In der Breite des Querschiffs wurde St. Bartholomäi zu einer vierjochigen Hallenkirche. Im Jahr 1517 entstand eine rechteckige westliche Vorhalle. Zum freistehenden Glockenturm wurde 1565 der Dicke Turm, ein vormaliger Bergfried, welcher etwa zwanzig Meter nordöstlich der Kirche steht, aus- beziehungsweise umgebaut. In den folgenden Jahrhunderten kam es zu mehreren Um- und Erweiterungsbauten der Kirche.
Im April 1945, wenige Wochen vor Ende des Zweiten Weltkriegs, wurde die Bartholomäuskirche bei Luftangriffen auf die Stadt Zerbst stark beschädigt. Während der Restaurierung wurde 1950 eine Wand zwischen Querschiff und Langhaus gezogen. Das Langhaus ist seitdem eine baulich abgetrennte Ruine, während Querhaus und Chor weiterhin als Kirche genutzt werden.
Mit Finanzen aus einem der Kirchenbauprogramme in der DDR wurde die Sakralruine als „Gemeinderaum im Freien“ gesichert und umgestaltet, das Richtfest war am 13. Mai 1988.

## Bauwerk

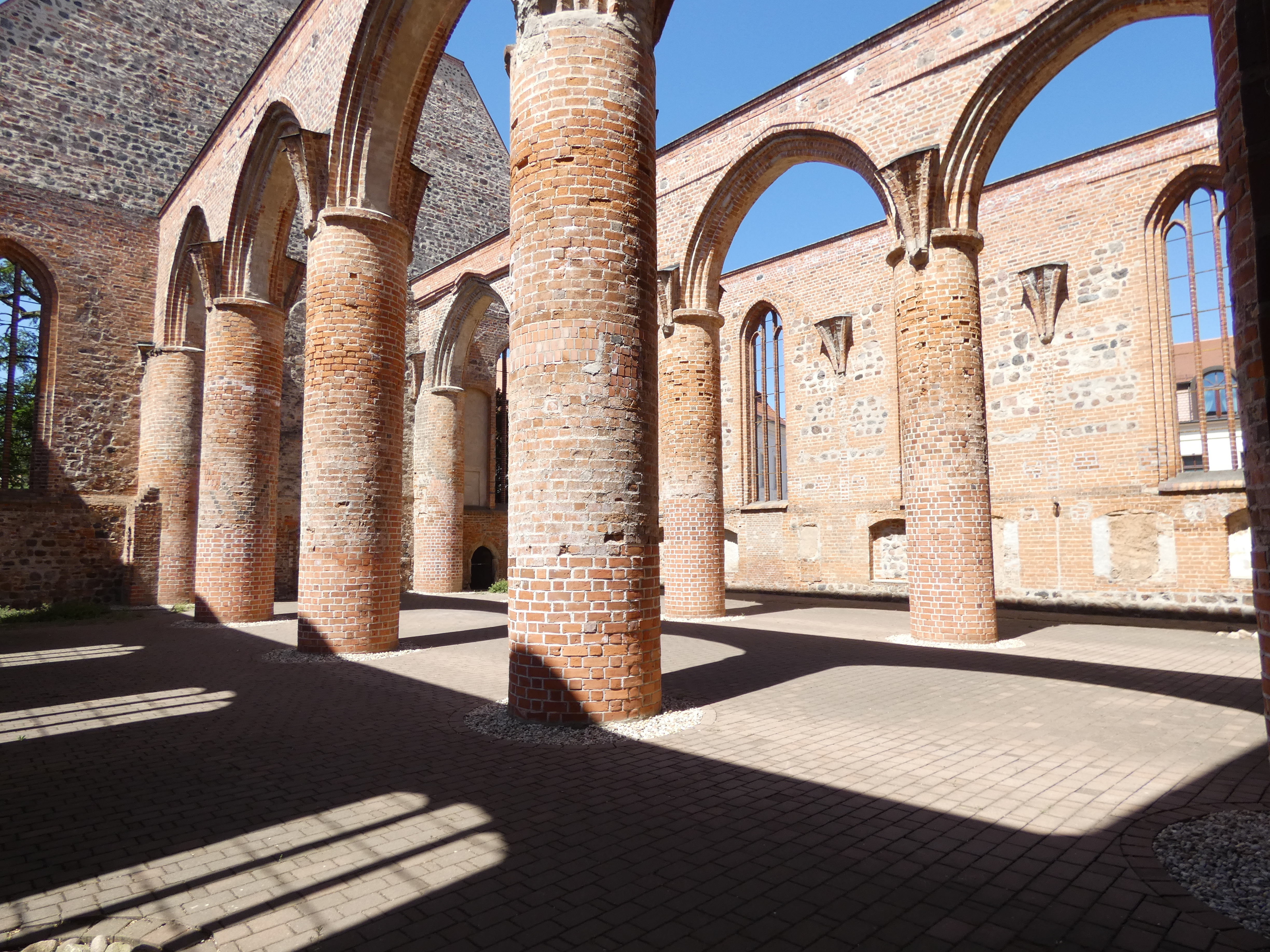
Im Inneren der Ruine des Langhauses

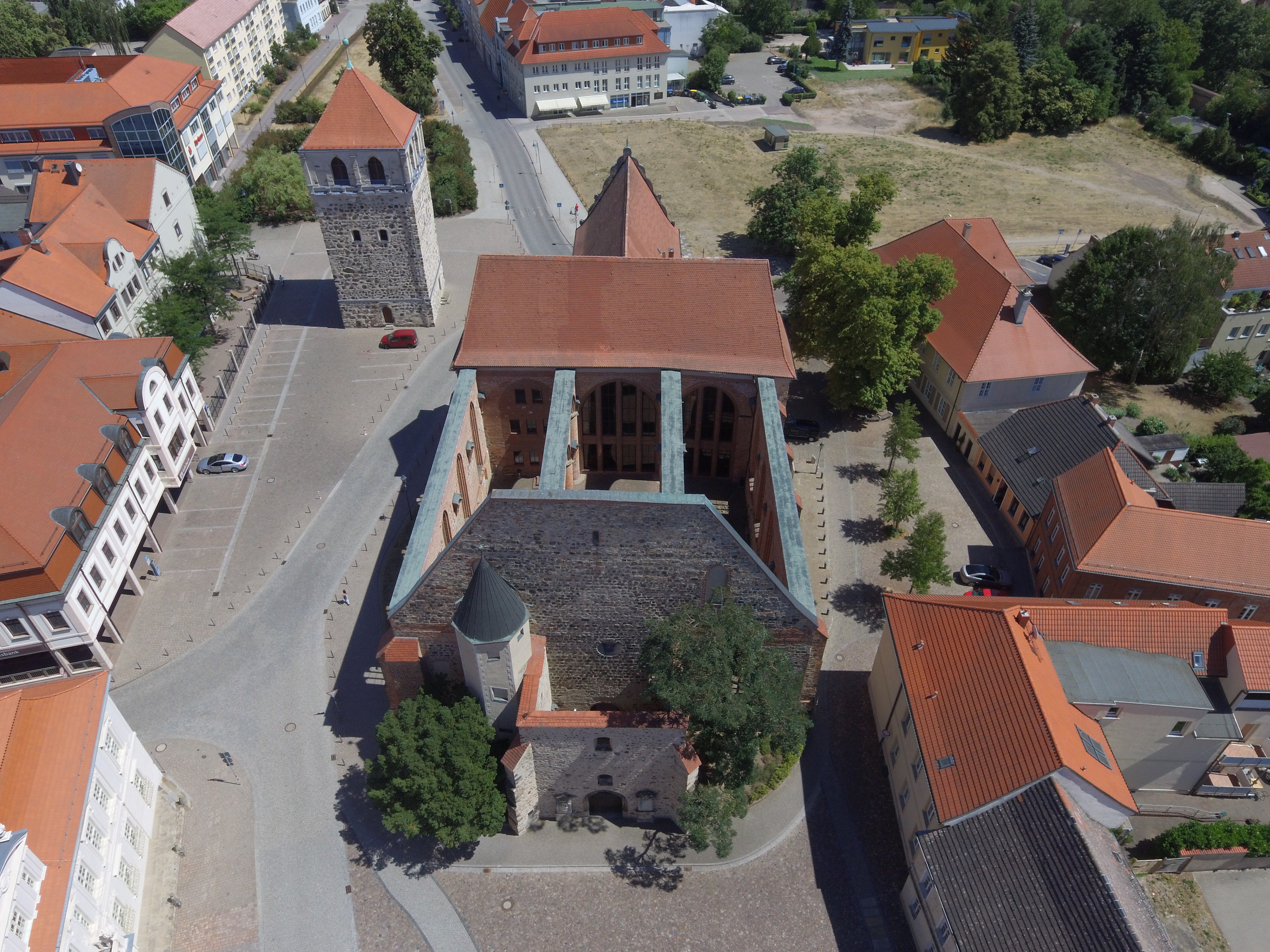
St. Bartholomäi von Westen; im Hintergrund links der als Glockenturm genutzte Dicke Turm

Die Kirche ist im Kern romanisch und im Stil der Gotik, der Renaissance und des Barock erweitert. An der nördlichen Stirnseite des Querhauses befindet sich ein rundbogiges, mit Säulen gestaltetes Stufenportal. Dieses stammt aus dem 13. Jahrhundert. Von den Säulen sind nur drei erhalten. Die Schäfte sind ornamentiert und weisen Blattkapitelle auf. Das Tympanon des Portals zeigt eine Kreuzigungsgruppe. In der Ostwand des südlichen Arms des Querhauses sind zwei Rundbogenfenster erhalten. Querschiff und Chor weisen Netzgewölbe auf, die 1565 geschaffen wurden. Die tragenden Konsolen stammen aus dem frühen 15. Jahrhundert. Die Bögen der Vierung wurden mit dem Gewölbe zusammen erneuert. Ein Südportal datiert vor 1700.
Der Chor weist Lanzettbogenfenster auf. Über der Ostwand mit einem Drillingsfenster befindet sich ein Schweifgiebel von 1565. Die Spitze des Giebels markiert eine eiserne Figur des heiligen Bartholomäus. Auf der Südseite befindet sich die ehemalige Fürstengruft, welche später zur Sakristei umgebaut wurde. Der Zugang vom Chor zur Gruft beziehungsweise Sakristei ist ein barockes Portal von 1700 mit gesprengtem Giebel, bekrönt mit weinenden Putten. Drei Nischen wurde im 15. Jahrhundert im Chor und im Bereich der Vierung verbaut. Eine fialengeschmückte Sakramentsnische befindet sich am östlichen Ende der Nordwand des Chores auf einer Halbsäule. Eine Schranknische ist in der Ostwand des Chores nahe der nördlichen Ecke vorhanden. Eine zweite Sakramentsnische befindet sich in der westlichen Seite des nordöstlichen Pfeilers der Vierung.
Mittig in der Westwand des Langhauses befindet sich ein Rundfenster, welches eventuell zum romanischen Ursprungsbau gehörte. Das nachträglich verbreiterte Langhaus weist im Gegensatz zum Querhaus und zum Chor ein Mauerwerk aus Backstein und mit nur wenig Bruchstein auf. Gestufte Arkadenbögen werden von runden Pfeilern aus Backstein getragen. Das Gewölbe ist zerstört und stammte aus der zweiten Hälfte des 16. Jahrhunderts beziehungsweise wurde zu dieser Zeit erneuert.
Im Winkel zwischen der westlichen Vorhalle mit Kielbogenportal und dem nördlichen Seitenschiff befindet sich ein Treppenturm aus dem Jahr 1598.
Die 1973 von Petit & Gebr. Edelbrock gegossenen Glocken werden 2023 aus der dort 2018 profanierten katholischen Kirche St. Josef in Gelsenkirchen-Scholven in den Dicken Turm der Bartholomäi-Gemeinde übernommen.

## Ausstattung

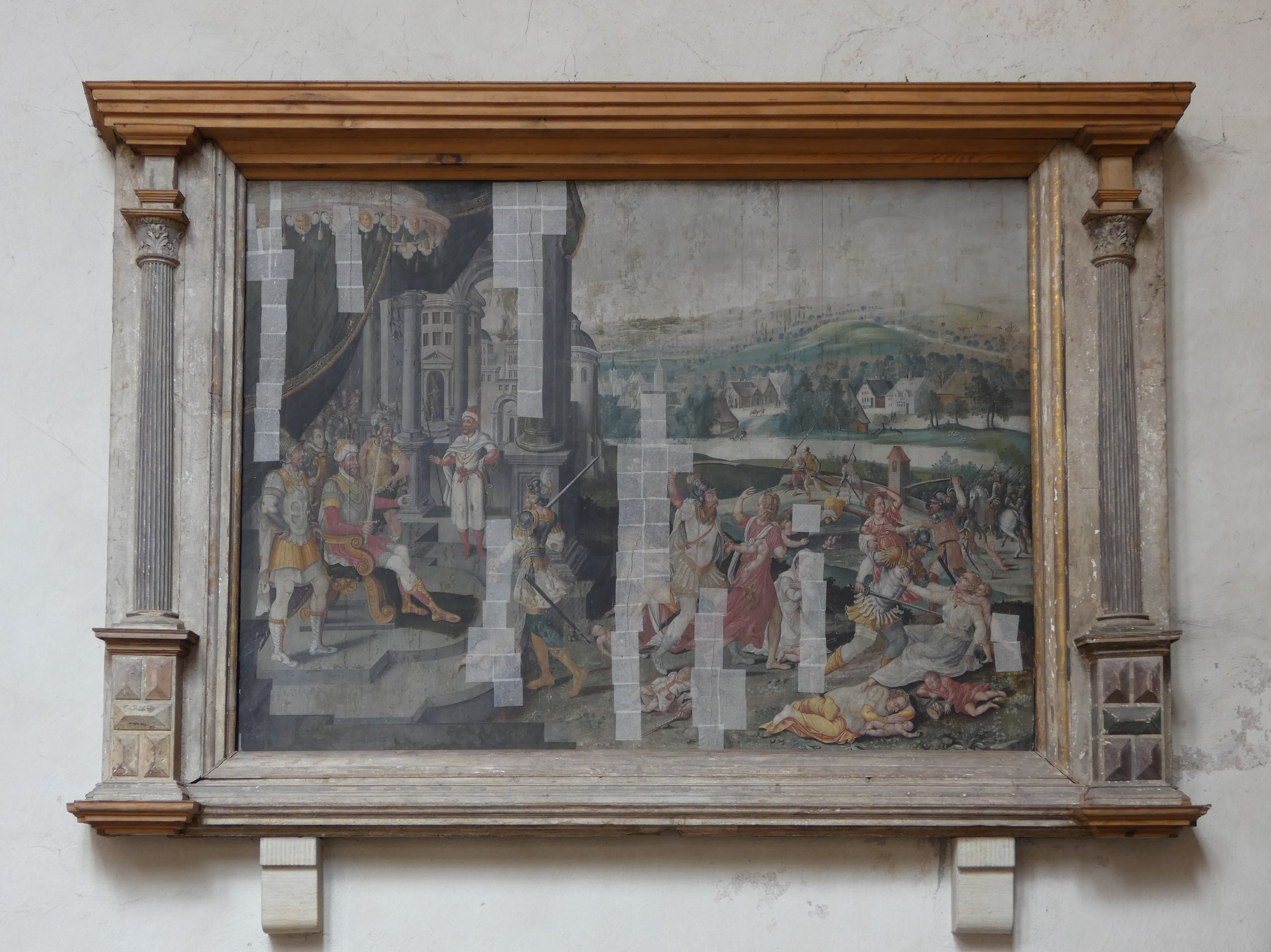
Gemälde des Kindermordes in Betlehem im südlichen Arm des Querschiffs

Mehrere Gemälde überstanden die Zerstörung 1945. Unter anderem befindet sich in der Kirche ein großes Werk der Taufe Jesu von Lucas Cranach dem Jüngeren aus dem Jahr 1568. Weitere Bildnisse stammen beispielsweise vom Epitaph von Dorothea Hedwig von Anhalt-Zerbst. Sie zeigen den Kindermord in Betlehem und die Auffindung des Moses. Ein Grabstein mit einer Ritzzeichnung stammt aus dem 14. oder 15. Jahrhundert. Eine weitere Grabplatte zeigt den 1566 verstorbenen Wolfgang, Fürst von Anhalt-Köthen. Weitere Epitaphien befinden sich innerhalb und außerhalb der Kirche. In der Fürstengruft sind einige künstlerisch gestaltete Zinnsärge erhalten.